# Zeta Doradus
Désignations
ζ Dor A : ζ Dor, HD 33262, HR 1674, GJ 189, HIP 23693, FK5 189, CPD-57 735

Zeta Doradus (ζ Doradus / ζ Dor) est une étoile binaire située à 38,1 années-lumière de la Terre dans la constellation de la Dorade.
Sa composante primaire est une naine jaune-blanche de type spectral F9 V Fe-0,5. Sa taille est identique à celle du Soleil, mais sa luminosité est de 60 % supérieure à celle du Soleil. Sa composante secondaire est une naine orange de type spectral K7 V k.